# Cantonul Chef-Boutonne
Cantonul Chef-Boutonne este un canton din arondismentul Niort, departamentul Deux-Sèvres, regiunea Poitou-Charentes, Franța.

## Comune
| Comune                               | Populație (1999) | Cod poștal | Cod INSEE |
| ------------------------------------ | ---------------- | ---------- | --------- |
| Ardilleux                            | 162              | 79110      | 79011     |
| Aubigné                              | 212              | 79110      | 79018     |
| La Bataille                          | 78               | 79110      | 79027     |
| Bouin                                | 145              | 79110      | 79045     |
| Chef-Boutonne                        | 2.174            | 79110      | 79083     |
| Couture-d'Argenson                   | 414              | 79110      | 79106     |
| Crézières                            | 57               | 79110      | 79107     |
| Fontenille-Saint-Martin-d'Entraigues | 584              | 79110      | 79122     |
| Gournay-Loizé                        | 616              | 79110      | 79136     |
| Hanc                                 | 250              | 79110      | 79140     |
| Loubigné                             | 164              | 79110      | 79153     |
| Loubillé                             | 374              | 79110      | 79154     |
| Pioussay                             | 323              | 79110      | 79211     |
| Tillou                               | 300              | 79110      | 79330     |
| Villemain                            | 171              | 79110      | 79349     |